# Łukasz Kubot
Łukasz Kubot (Bolesławiec, 16 maggio 1982) è un tennista polacco, all'inizio del 2018 primo nel ranking mondiale ATP di doppio. Nel ranking di singolare ha raggiunto al massimo la 41ª posizione.  In singolo il suo miglior risultato in uno slam è il quarto di finale raggiunto al Torneo di Wimbledon 2013, mentre in doppio ha conquistato due titoli, gli Australian Open 2014 con Robert Lindstedt e il Torneo di Wimbledon 2017 con Marcelo Melo, con cui ha raggiunto anche la finale agli US Open 2018.

## Carriera

### Singolare
In singolare, specialità abbandonata nel 2016, Kubot ha raggiunto la 41ª posizione mondiale nel 2010 e ha disputato due finali ATP (nel 2009 e 2010). Nel 2013 ha raggiunto i quarti di finale al Torneo di Wimbledon.

### Doppio

#### 2009–2013: primi successi ATP
Tra il 2009 e il 2010 Kubot vince i suoi primi sei titoli ATP, i primi cinque facendo coppia con Oliver Marach. Dopo un 2011 senza titoli, nel 2012 raggiunge a Roma la sua prima finale in un torneo Masters 1000 giocando con Janko Tipsarević. Vince un torneo sia nel 2012 (con Jérémy Chardy), sia nel 2013 (con David Marrero).

#### 2014: la vittoria agli Australian Open
Nel 2014 Kubot trionfa agli Australian Open insieme allo svedese Robert Lindstedt, sconfiggendo Eric Butorac e Raven Klaasen.

#### 2015–2020: Vittoria a Wimbledon e finale agli US Open, numero 1 del mondo
Nel 2015 inaugura la partnership con Marcelo Melo, con cui trionfa in un totale di 15 tornei ATP, tra cui spicca il Torneo di Wimbledon 2017, oltre che quattro Masters 1000, raggiungendo anche la finale agli US Open 2018. Nel gennaio 2018 raggiunge la prima posizione del ranking mondiale, rimanendo in vetta per 19 settimane consecutive. Nel 2019 vince un solo titolo ma raggiunge sei finali e nel 2020, stagione in cui vince due ATP 500, chiude l'anno in top 10 per la quarta volta consecutiva. A fine stagione 2020 Kubot e Melo si separano.

#### 2021–2023: calo nel ranking e inattività
Nella prima parte di 2021 Kubot cambia vari partner ma non raggiunge risultati di rilievo e a maggio torna a giocare con Melo, con cui già si era riunito a Dubai qualche mese prima. Insieme raggiungono i quarti di finale a Wimbledon ma dopo gli US Open si separano di nuovo. Nel 2022 Kubot cambia spesso compagno ma ottiene pochi risultati e cala nettamente nel ranking, occupando la posizione 245 a fine stagione 2022. Nel 2023 gioca appena un match di Coppa Davis e quattro tornei Challenger vincendo un match a settembre nell'ultimo torneo giocato. Pur non annunciando il ritiro rimane inattivo per tutta la stagione successiva.

## Statistiche

### Singolare

#### Finali perse (2)
| Legenda                   |
| Grande Slam (0)           |
| ATP World Tour Finals (0) |
| ATP Masters 1000 (0)      |
| ATP World Tour 500 (0)    |
| ATP World Tour 250 (2)    |

| N. | Data             | Torneo                       | Superficie  | Avversari in finale | Punteggio   |
| 1. | 4 maggio 2009    | Serbia Open, Belgrado        | Terra rossa | Novak Đoković       | 3–6, 6(0)–7 |
| 2. | 14 febbraio 2010 | Brasil Open, Costa do Sauípe | Terra rossa | Juan Carlos Ferrero | 1–6, 0–6    |

### Doppio

#### Vittorie (27)
| Legenda                        |
| Grande Slam (2)                |
| ATP World Tour Finals (0)      |
| ATP World Tour Master 1000 (4) |
| ATP World Tour 500 Series (9)  |
| ATP World Tour 250 Series (12) |

| N.  | Data              | Torneo                                | Superficie  | Compagno               | Avversari in finale                  | Punteggio                    |
| 1.  | 6 aprile 2009     | Grand Prix Hassan II, Casablanca      | Terra rossa | Oliver Marach          | Simon Aspelin Paul Hanley            | 7–6(4), 3–6, [10–6]          |
| 2.  | 4 maggio 2009     | Serbia Open, Belgrado                 | Terra rossa | Oliver Marach          | Johan Brunström Jean-Julien Rojer    | 6–2, 7–6(3)                  |
| 3.  | 1º novembre 2009  | Vienna Open, Vienna (1)               | Cemento (i) | Oliver Marach          | Julian Knowle Jürgen Melzer          | 2–6, 6–4, [11–9]             |
| 4.  | 6 febbraio 2010   | Movistar Open, Santiago del Cile      | Terra rossa | Oliver Marach          | Potito Starace Horacio Zeballos      | 6–4, 6–0                     |
| 5.  | 27 febbraio 2010  | Abierto Mexicano Telcel, Acapulco (1) | Terra rossa | Oliver Marach          | Fabio Fognini Potito Starace         | 6–0, 6–0                     |
| 6.  | 26 settembre 2010 | BCR Open Romania, Bucarest            | Terra rossa | Juan Ignacio Chela     | Marcel Granollers Santiago Ventura   | 6–2, 5–7, [13–11]            |
| 7.  | 15 luglio 2012    | Mercedes Cup, Stoccarda               | Terra rossa | Jérémy Chardy          | Michal Mertiňák André Sá             | 6–1, 6–3                     |
| 8.  | 2 marzo 2013      | Abierto Mexicano Telcel, Acapulco (2) | Terra rossa | David Marrero          | Simone Bolelli Fabio Fognini         | 7–5, 6–2                     |
| 9.  | 25 gennaio 2014   | Australian Open, Melbourne            | Cemento     | Robert Lindstedt       | Eric Butorac Raven Klaasen           | 6–3, 6–3                     |
| 10. | 14 giugno 2015    | TOPSHELF Open, 's-Hertogenbosch (1)   | Erba        | Ivo Karlović           | Pierre-Hugues Herbert Nicolas Mahut  | 6–2, 7–6(9)                  |
| 11. | 25 luglio 2015    | Swedish Open, Båstad                  | Terra rossa | Jérémy Chardy          | Juan Sebastián Cabal Robert Farah    | 6(6)–7, 6–3, [10–8]          |
| 12. | 27 settembre 2015 | Open de Moselle, Metz                 | Cemento (i) | Édouard Roger-Vasselin | Pierre-Hugues Herbert Nicolas Mahut  | 2–6, 6–3, [10–7]             |
| 13. | 25 ottobre 2015   | Erste Bank Open, Vienna (2)           | Cemento (i) | Marcelo Melo           | Jamie Murray John Peers              | 4–6, 7–6(3), [10–6]          |
| 14. | 30 ottobre 2016   | Erste Bank Open, Vienna (3)           | Cemento (i) | Marcelo Melo           | Oliver Marach Fabrice Martin         | 4–6, 6–3, [13–11]            |
| 15. | 1º aprile 2017    | Miami Open, Miami                     | Cemento     | Marcelo Melo           | Nicholas Monroe Jack Sock            | 7–5, 6–3                     |
| 16. | 14 maggio 2017    | Mutua Madrid Open, Madrid             | Terra rossa | Marcelo Melo           | Nicolas Mahut Édouard Roger-Vasselin | 7–5, 6–3                     |
| 17. | 18 giugno 2017    | Ricoh Open, 's-Hertogenbosch (2)      | Erba        | Marcelo Melo           | Raven Klaasen Rajeev Ram             | 6–3, 6–4                     |
| 18. | 25 giugno 2017    | Halle Open, Halle (1)                 | Erba        | Marcelo Melo           | Alexander Zverev Miša Zverev         | 5–7, 6–3, [10–8]             |
| 19. | 15 luglio 2017    | Torneo di Wimbledon, Londra           | Erba        | Marcelo Melo           | Oliver Marach Mate Pavić             | 5–7, 7–5, 7–6(2), 3–6, 13–11 |
| 20. | 5 novembre 2017   | Rolex Paris Masters, Parigi           | Cemento (i) | Marcelo Melo           | Ivan Dodig Marcel Granollers         | 7–6(3), 3–6, [10–6]          |
| 21. | 12 gennaio 2018   | Sydney International, Sydney          | Cemento     | Marcelo Melo           | Viktor Troicki Jan-Lennard Struff    | 6–3, 6–4                     |
| 22. | 24 giugno 2018    | Halle Open, Halle (2)                 | Erba        | Marcelo Melo           | Alexander Zverev Miša Zverev         | 7–6(1), 6–4                  |
| 23. | 7 ottobre 2018    | China Open, Pechino                   | Cemento     | Marcelo Melo           | Oliver Marach Mate Pavić             | 6–1, 6–4                     |
| 24. | 14 ottobre 2018   | Shanghai Rolex Masters, Shanghai      | Cemento     | Marcelo Melo           | Jamie Murray Bruno Soares            | 6–4, 6–2                     |
| 25. | 23 agosto 2019    | Winston-Salem Open, Winston-Salem     | Cemento     | Marcelo Melo           | Nicholas Monroe Tennys Sandgren      | 6(6)–7, 6–1, [10–3]          |
| 26. | 29 febbraio 2020  | Abierto Mexicano Telcel, Acapulco (3) | Cemento     | Marcelo Melo           | Juan Sebastián Cabal Robert Farah    | 7–6(6), 6(4)–7, [11–9]       |
| 27. | 1º novembre 2020  | Erste Bank Open, Vienna (4)           | Cemento (i) | Marcelo Melo           | Jamie Murray Neal Skupski            | 7–6(5), 7–5                  |

#### Finali perse (21)
| Legenda                                                  |
| Grande Slam (1)                                          |
| ATP World Tour Finals (1)                                |
| ATP World Tour Master 1000 (5)                           |
| ATP World Tour 500 Series (7)                            |
| ATP International Series / ATP World Tour 250 Series (7) |

| N.  | Data             | Torneo                               | Superficie    | Compagno         | Avversari in finale                   | Punteggio           |
| 1.  | 23 aprile 2007   | Grand Prix Hassan II, Casablanca     | Terra rossa   | Oliver Marach    | Jordan Kerr David Škoch               | 6(4)–7, 6–1, [4–10] |
| 2.  | 22 ottobre 2007  | Grand Prix de Tennis de Lyon, Lione  | Sintetico (i) | Lovro Zovko      | Sébastien Grosjean Jo-Wilfried Tsonga | 4–6, 3–6            |
| 3.  | 23 febbraio 2009 | Abierto Mexicano Telcel, Acapulco    | Terra rossa   | Oliver Marach    | František Čermák Michal Mertiňák      | 6–4, 4–6, [7–10]    |
| 4.  | 14 febbraio 2010 | Brasil Open, Costa do Sauípe         | Terra rossa   | Oliver Marach    | Pablo Cuevas Marcel Granollers        | 5–7, 4–6            |
| 5.  | 5 febbraio 2011  | Movistar Open, Santiago              | Terra rossa   | Oliver Marach    | Marcelo Melo Bruno Soares             | 3–6, 6(3)–7         |
| 6.  | 27 aprile 2012   | BRD Năstase Țiriac Trophy, Bucarest  | Terra rossa   | Jérémy Chardy    | Robert Lindstedt Horia Tecău          | 6(2)–7, 3–6         |
| 7.  | 20 maggio 2012   | Internazionali d'Italia, Roma        | Terra rossa   | Janko Tipsarević | Marc López Marcel Granollers          | 3–6, 2–6            |
| 8.  | 1º maggio 2016   | Millennium Estoril Open, Cascais     | Terra rossa   | Marcin Matkowski | Eric Butorac Scott Lipsky             | 4–6, 6–3, [8–10]    |
| 9.  | 19 giugno 2016   | Halle Open, Halle (1)                | Erba          | Alexander Peya   | Raven Klaasen Rajeev Ram              | 6(5)–7, 2–6         |
| 10. | 24 luglio 2016   | Citi Open, Washington (1)            | Cemento       | Alexander Peya   | Daniel Nestor Édouard Roger-Vasselin  | 6(3)–7, 6(4)–7      |
| 11. | 18 marzo 2017    | BNP Paribas Open, Indian Wells (1)   | Cemento       | Marcelo Melo     | Raven Klaasen Rajeev Ram              | 7–6(1), 4–6, [8–10] |
| 12. | 6 agosto 2017    | Citi Open, Washington (2)            | Cemento       | Marcelo Melo     | Henri Kontinen John Peers             | 6(5)–7, 4–6         |
| 13. | 15 ottobre 2017  | Shanghai Rolex Masters, Shanghai (1) | Cemento       | Marcelo Melo     | Henri Kontinen John Peers             | 4–6, 2–6            |
| 14. | 19 novembre 2017 | ATP Finals, Londra                   | Cemento (i)   | Marcelo Melo     | Henri Kontinen John Peers             | 4–6, 2–6            |
| 15. | 7 settembre 2018 | US Open, New York                    | Cemento       | Marcelo Melo     | Mike Bryan Jack Sock                  | 3–6, 1–6            |
| 16. | 16 marzo 2019    | BNP Paribas Open, Indian Wells (2)   | Cemento       | Marcelo Melo     | Nikola Mektić Horacio Zeballos        | 6–4, 4–6, [3–10]    |
| 17. | 23 giugno 2019   | Noventi Open, Halle (2)              | Erba          | Marcelo Melo     | Raven Klaasen Michael Venus           | 6–4, 3–6, [4–10]    |
| 18. | 6 ottobre 2019   | China Open, Pechino                  | Cemento       | Marcelo Melo     | Ivan Dodig Filip Polášek              | 3–6, 6(4)–7         |
| 19. | 13 ottobre 2019  | Shanghai Rolex Masters, Shanghai (2) | Cemento       | Marcelo Melo     | Mate Pavić Bruno Soares               | 4–6, 2–6            |
| 20. | 27 ottobre 2019  | Erste Bank Open, Vienna              | Cemento (i)   | Marcelo Melo     | Rajeev Ram Joe Salisbury              | 4–6, 7–6(5), [5–10] |
| 21. | 18 ottobre 2020  | ATP Cologne 1, Colonia               | Cemento (i)   | Marcelo Melo     | Pierre-Hugues Herbert Nicolas Mahut   | 4–6, 4–6            |

## Risultati in progressione
| Sigla | Risultato               |
| ----- | ----------------------- |
| V     | Vincitore               |
| F     | Finalista               |
| SF    | Semifinalista           |
| O     | Oro olimpico            |
| A     | Argento olimpico        |
| SF    | Bronzo olimpico         |
| QF    | Quarti di Finale        |
| 4T    | Quarto turno            |
| 3T    | Terzo turno             |
| 2T    | Secondo turno           |
| 1T    | Primo turno             |
| RR    | Round Robin             |
| LQ    | Turno di qualificazione |
| A     | Assente                 |
| ND    | Non disputato           |

| Legenda superfici    |
| -------------------- |
| Cemento              |
| Terra battuta        |
| Erba                 |
| Superficie variabile |

### Singolare
| Tornei Grande Slam         |               |               |     |               |               |               |     |               |               |               |       |
| Australian Open, Melbourne | A             | Q3            | A   | Q3            | 4T            | 2T            | 1T  | 1T            | 1T            | Q3            | 3–5   |
| Roland Garros, Parigi      | A             | Q1            | A   | 1T            | 1T            | 3T            | 3T  | 2T            | 1T            | A             | 5–6   |
| Wimbledon, Londra          | A             | Q1            | Q1  | Q1            | 2T            | 4T            | 2T  | QF            | 3T            | A             | 10–5  |
| US Open, New York          | 3T            | Q3            | A   | Q2            | 1T            | A             | 1T  | 1T            | A             | A             | 2–4   |
| Vittorie–Sconfitte         | 2–1           | 0–0           | 0–0 | 0–1           | 3–4           | 6–3           | 3–4 | 4–4           | 2–3           | 0–0           | 20–20 |
| Giochi Olimpici            |               |               |     |               |               |               |     |               |               |               |       |
| Giochi Olimpici            | Non disputati | Non disputati | A   | Non disputati | Non disputati | Non disputati | 1T  | Non disputati | Non disputati | Non disputati | 0–1   |
| Vittorie–Sconfitte         | Non disputati | Non disputati | 0–0 | Non disputati | Non disputati | Non disputati | 0–1 | Non disputati | Non disputati | Non disputati | 0–1   |

### Doppio
| Torneo                     | 2004 | 2005          | 2006          | 2007          | 2008 | 2009          | 2010          | 2011          | 2012 | 2013          | 2014          | 2015          | 2016 | 2017          | 2018          | 2019          | 2020          | 2021 | Carriera V–S |
| -------------------------- | ---- | ------------- | ------------- | ------------- | ---- | ------------- | ------------- | ------------- | ---- | ------------- | ------------- | ------------- | ---- | ------------- | ------------- | ------------- | ------------- | ---- | ------------ |
| Tornei Grande Slam         |      |               |               |               |      |               |               |               |      |               |               |               |      |               |               |               |               |      |              |
| Australian Open, Melbourne | A    | A             | A             | 3T            | A    | SF            | 3T            | QF            | 1T   | 3T            | V             | 2T            | 2T   | 3T            | QF            | QF            | 2T            | 3T   | 32–13        |
| Roland Garros, Parigi      | A    | A             | A             | 3T            | 1T   | 2T            | QF            | 1T            | 2T   | 1T            | QF            | 3T            | SF   | 2T            | 3T            | 3T            | 2T            | 1T   | 22–15        |
| Wimbledon, Londra          | 2T   | A             | 2T            | 2T            | 2T   | QF            | 1T            | 1T            | A    | 3T            | 2T            | 3T            | 1T   | V             | 2T            | QF            | ND            | QF   | 24–14        |
| US Open, New York          | A    | A             | 1T            | 1T            | A    | 1T            | QF            | A             | 2T   | 1T            | A             | 2T            | QF   | 2T            | F             | 3T            | 1T            |      | 15–12        |
| Vittorie–Sconfitte         | 1–1  | 0–0           | 1–2           | 5–4           | 1–2  | 8–4           | 8–4           | 3–3           | 2–3  | 4–4           | 10–2          | 6–4           | 7–4  | 10–3          | 11–4          | 10–4          | 2–3           | 4–3  | 93–55        |
| Torneo di Fine Anno        |      |               |               |               |      |               |               |               |      |               |               |               |      |               |               |               |               |      |              |
| ATP Finals, Londra         | A    | A             | A             | A             | A    | RR            | RR            | A             | A    | A             | SF            | A             | A    | F             | RR            | SF            | RR            |      | 13–12        |
| Vittorie–Sconfitte         | 0–0  | 0–0           | 0–0           | 0–0           | 0–0  | 2–1           | 1–2           | 0–0           | 0–0  | 0–0           | 3–1           | 0–0           | 0–0  | 3–2           | 1–2           | 2–2           | 1–2           | 0–0  | 13–12        |
| Giochi Olimpici            |      |               |               |               |      |               |               |               |      |               |               |               |      |               |               |               |               |      |              |
| Giochi Olimpici            | A    | Non disputati | Non disputati | Non disputati | A    | Non disputati | Non disputati | Non disputati | A    | Non disputati | Non disputati | Non disputati | 2T   | Non disputati | Non disputati | Non disputati | Non disputati | A    | 1–1          |
| Vittorie–Sconfitte         | 0–0  | Non disputati | Non disputati | Non disputati | 0–0  | Non disputati | Non disputati | Non disputati | 0–0  | Non disputati | Non disputati | Non disputati | 1–1  | Non disputati | Non disputati | Non disputati | Non disputati | 0–0  | 1–1          |

### Doppio misto
| Torneo                     | 2004          | 2005          | 2006          | 2007          | 2008          | 2009          | 2010          | 2011          | 2012 | 2013          | 2014          | 2015          | 2016 | 2017          | 2018          | 2019          | 2020          | 2021 | Carriera V–S |
| -------------------------- | ------------- | ------------- | ------------- | ------------- | ------------- | ------------- | ------------- | ------------- | ---- | ------------- | ------------- | ------------- | ---- | ------------- | ------------- | ------------- | ------------- | ---- | ------------ |
| Tornei Grande Slam         |               |               |               |               |               |               |               |               |      |               |               |               |      |               |               |               |               |      |              |
| Australian Open, Melbourne | A             | A             | A             | A             | A             | A             | A             | A             | A    | A             | A             | A             | 2T   | 2T            | A             | 2T            | QF            | 2T   | 6–5          |
| Roland Garros, Parigi      | A             | A             | A             | A             | A             | QF            | A             | A             | A    | A             | A             | A             | A    | A             | A             | A             | ND            |      | 2–1          |
| Wimbledon, Londra          | A             | A             | A             | 2T            | A             | A             | A             | A             | A    | A             | A             | 3T            | 3T   | A             | A             | A             | ND            |      | 3–3          |
| US Open, New York          | A             | A             | A             | A             | A             | 1T            | A             | A             | A    | A             | A             | SF            | 2T   | A             | A             | A             | ND            |      | 4–3          |
| Vittorie–Sconfitte         | 0–0           | 0–0           | 0–0           | 1–1           | 0–0           | 2–2           | 0–0           | 0–0           | 0–0  | 0–0           | 0–0           | 3–2           | 3–3  | 1–1           | 0–0           | 1–1           | 2–1           | 1–1  | 15–12        |
| Giochi Olimpici            |               |               |               |               |               |               |               |               |      |               |               |               |      |               |               |               |               |      |              |
| Giochi Olimpici            | Non disputati | Non disputati | Non disputati | Non disputati | Non disputati | Non disputati | Non disputati | Non disputati | A    | Non disputati | Non disputati | Non disputati | 1T   | Non disputati | Non disputati | Non disputati | Non disputati |      | 0–1          |
| Vittorie–Sconfitte         | Non disputati | Non disputati | Non disputati | Non disputati | Non disputati | Non disputati | Non disputati | Non disputati | 0–0  | Non disputati | Non disputati | Non disputati | 0–1  | Non disputati | Non disputati | Non disputati | Non disputati | 0–0  | 0–1          |